# Бек, Оуэн (футболист)
Оуэн Майкл Бек (англ. Owen Michael Beck; род. 9 августа 2002, Рексем) — валлийский футболист, защитник клуба «Ливерпуль», выступающий на правах аренды в «Дерби Каунти».

## Клубная карьера
Бек — воспитанник клубов «Флит Таун Юнайтед», «Транмир Роверс», «Сток Сити» и «Ливерпуль». 27 октября 2021 года в матче Кубка английской лиги против «Престон Норт Энд» он дебютировал за основной состав последних. В 2022 году Бек на правах аренды перешёл в португальский «Фамаликан», но так и не дебютировал за основной состав. Летом того же года Оуэн был арендован «Болтон Уондерерс». 12 ноября в матче против «Кембридж Юнайтед» он дебютировал в Первой лиге Англии.
Летом 2023 года Бек был арендован шотландским «Данди». 5 август в матче против «Мотеруэлла» он дебютировал в шотландской Премьер-лиге. 25 ноября в поединке против «Хиберниана» Оуэн забил свой первый гол за «Данди».